# Ian Allinson
Pour les articles homonymes, voir Allinson.
Ian James Robert Allinson est un footballeur anglais né le 1er octobre 1957 à Stevenage.

## Carrière
- 1983-1987 : Arsenal  Angleterre
- 1986-1987 : Stoke City  Angleterre
- 1987-1988 : Luton Town  Angleterre
- 1988-1990 : Colchester United  Angleterre